# هانس یاکوب کریستوفل فون گریملس‌هاوزن
هانس یاکوب کریستوفل فون گریملس‌هاوزن (به آلمانی: Hans Jakob Christoffel von Grimmelshausen)؛ (زادۀ ۳۰ مارس ۱۶۲۱ میلادی - درگذشتۀ ۱۷ اوت ۱۶۷۶ میلادی) یک نویسنده اهل آلمان بود.
او بیشتر به خاطر رمان پیکارسک زیمپلیتسیوس زیمپلیتسیسیموس (به آلمانی: Der Abenteuerliche Simplicissimus) در سال ۱۶۶۹ میلادی و همراه با آن مجموعۀ کتب مقدس ساده شناخته شده است.